# 이경재 (1939년)
이경재(李景載, 1939년 1월 30일 ~, 경상북도 영주시 )는 대한민국의 금융인이자 2013년 기준으로 KB금융그룹 이사회 의장이다.

## 생애
한국은행에서 36년간 재직했고, 이후 한국은행 감사, 금융결제원 원장, 기업은행 은행장, KB금융지주 이사회 의장 등을 역임했다.

## 출신학교
- 경북고등학교
- 서울대학교 경제학과
- 뉴욕대학교 경제학 석사
- 국민대학교 경제학 박사

## 참조
1. ↑  KB지주 새 이사회의장에 이경재 前기업은행장 보관됨 2016-03-04 - 웨이백 머신 《이데일리》, 2010년 3월 26일

## 참고 자료
- 이경재 네이트 인물검색[깨진 링크(과거 내용 찾기)]